# Ferenc Csik

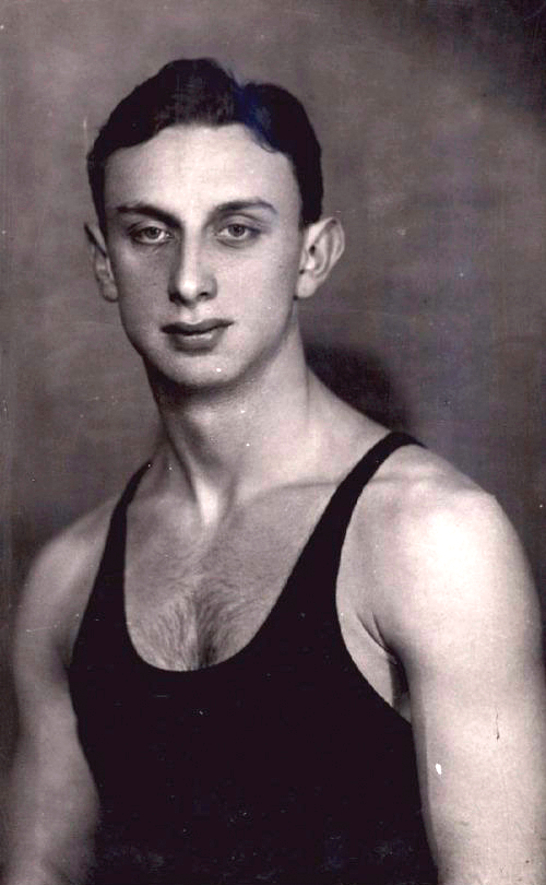
Ferenc Csik

Ferenc Csik [ˈfɛrɛnts ˈtʃiːk] (* 12. Dezember 1913 in Kaposvár; † 29. März 1945 in Sopron) war ein ungarischer Schwimmer.
Bei den Olympischen Spielen 1936 in Berlin gewann er die Goldmedaille über 100 m Freistil, nachdem er in dieser Disziplin zwei Jahre zuvor bereits Europameister geworden war und Bronze mit der ungarischen 4 × 200-m-Freistilstaffel gewonnen hatte. Nach Beendigung seiner Gymnasialausbildung in Keszthely studierte er Medizin. Ferenc Csik wurde 1945 während seiner Tätigkeit als Arzt in Sopron bei einem Bombenangriff getötet und in Keszthely beigesetzt.
Im Jahr 1983 wurde er in die Ruhmeshalle des internationalen Schwimmsports aufgenommen.